# Каан Тайла
Каан Тайла (тур. Kaan Tayla, 17 лютого 1986) — турецький плавець.
Учасник Олімпійських Ігор 2004, 2008 років.